# Оверскоу, Томас
Томас Оверскоу (дат. Thomas Overskou; 1 октября 1798, Кристиансхавн, район Копенгагена — 7 ноября 1873, Копенгаген) — датский драматург, прозаик, актёр, историк театра. Титулярный профессор (1852).

## Биография
Самоучка из народа. Как и его современник Ханс Кристиан Андерсен, Оверскоу родился на самом дне общества, в молодости боролся с нуждой. В 20-летнем возрасте впервые выступил на театральной сцене, с 1818 по 1842 год — актёр. Сперва играл на второстепенных ролях, позже стал известен. Пробовал свои силы в режиссуре.
В 1849—1858 годах — режиссёр Королевского театра Дании в Копенгагене.
Автор ряда оригинальных пьес и водевилей, некоторые из которых сохранились в драматургической коллекции Королевской библиотек Дании.
В Королевском театре Дании было поставлено свыше 20 комедий и водевилей Т. Оверскоу, лучшие из которых: «Остергаде и Вестергаде» (1828), «Через три месяца после свадьбы» (1828), «Именины в долговой тюрьме» (1834), «Скарб» (Pak, 1845), «День выборов» (1853). В них красочно, с изяществом и тонким юмором изображается жизнь копенгагенских обывателей, богемы, чиновного люда, лавочников.
Как правило, произведения Т. Оверскоу лишены значительного социально-критического содержания. Увлекательная и забавная интрига построена на множестве случайностей, неожиданных происшествий, характерам при всей их достоверности и жизненности не достает внутреннего развития.
Особенной известностью пользуется его комедия «Капричиоса» (1836), в которой заметно влияние сказочных феерий австрийского драматурга Ф. Раймунда; в ней органически и своеобразно сливаются бытовое и романтическое.
Т. Оверскоу — известный историк театра. В 1854 году взялся за «Историю датского театра» и успел до своей смерти выпустить 5 томов.
Автор насыщенных ценным фактическим материалом мемуаров «Датская сцена в её истории от первых шагов датской драматургии до наших дней» («Den danske skueplads, i dens historie fra de f0rste spor af danske skuepill indtil vor tid», Копенгаген, 1854—1876), автобиографии «О моей жизни и моей эпохе» («Af min liv og min tid», Kbh., 1868).